# Luis Gutiérrez
Luis Vicente Gutiérrez, född 10 december 1953 i Chicago, Illinois, är en amerikansk demokratisk politiker. Han representerar delstaten Illinois fjärde distrikt i USA:s representanthus sedan 1993.
Gutiérrez utexaminerades 1974 från Northeastern Illinois University. Han arbetade sedan som lärare och som socialarbetare.
Gutiérrez besegrade republikanen Hildegarde Rodriguez-Schieman i kongressvalet 1992. Han har omvalts åtta gånger.
Gutiérrez är katolik av puertoricansk härkomst. Han och hustrun Soraida har två barn: Omaira och Jessica.